# Galghasia
Galghasia (o Banstala) és un riu de Bengala Occidental format per la unió del Banstala Khal i el Guntiakhah. Després d'un recorregut en direcció sud-est desaigua al riu Kholpetua, a l'altre costat del poble de Kalyanpur.